# Volvo Ailsa B55
Volvo Ailsa B55 — двухэтажный автобус особо большой вместимости производства Volvo Bussar, предназначенный для эксплуатации в странах с левосторонним движением. Производился с 1974 по 1985 год, после чего был заменён Volvo B10M.

## История
B55 производился с переднемоторной компоновкой. За всю историю производства на автобус ставили двигатель Volvo TD70. Остальная часть конструкции имела листовые рессоры и оси балки. Использовалась полуавтоматическая коробка передач с самосменяющимися передачами. Дебют состоялся в 1973 году.
Самым популярным кузовом был Alexander AV, заменённый кузовом типа R в начале 1980-х годов. Таким образом, завод Alexander в Фолкерке заявлял, что модели Ailsa B55 с корпусом Alexander были полностью построены в Шотландии, что явилось значительным фактором в обеспечении шотландских заказов, особенно с учётом простоты обеспечения запасными частями и ремонтными работами местного производства. Существовал также прототип lowheight Ailsa, обозначенный как B55-20.
В 1977 году появился вариант Mark II с двумя КПП, а самостоятельное переключение передач pneumocyclic было заменено трансмиссией Voith D851 с замедлителем. За ним последовал вариант Mark III в 1980 году. Двигатель остался прежним, однако задний мост был сменён. Существовала также и трёхосная версия, производимая с 1981 года. Производство Volvo Ailsa B55 завершилось в 1985 году.